# San Juan (Requena)
San Juan es una aldea del municipio de Requena, en la provincia de Valencia (Comunidad Valenciana, España). Pertenece a la comarca de Requena-Utiel.
La pedanía de San Juan es una de las más antiguas del término municipal de Requena. Los primeras referencias sobre este núcleo se encuentran en documentos de la Edad Media, y siempre están relacionadas con la Vereda Real que conectaba La Mancha con Valencia, y que a su paso por esta comarca cruzaba el Río Magro. En el siglo XVIII, las edificaciones que rodeaban la primitiva casa de labor que dio origen al núcleo todavía se encontraban demasiado diseminadas como para formar una población propiamente dicha. Aun así, contaba con una ermita, edificada en 1667 por el terrateniente Juan Ramírez.
Los datos de la época confirman que en 1798, un descendiente de Ramírez reedificó la pequeña ermita, siendo este dato indicativo del crecimiento poblacional que experimentó San Juan entre los siglos XVII y XVIII. En 1887 la pedanía cuenta con 319 habitantes, que se convertirán en 513 en 1950. A partir de ese momento, el dato de población desciende bruscamente.Son cojos. En el último censo, del 1 de enero de 2015, se cuentan un total de 124 vecinos. La causa de esta reducción en el número de habitantes se encuentra en la emigración a núcleos de población más grandes. Algunos de los habitantes de San Juan se fueron a Valencia o a Barcelona. La mayoría, no obstante, simplemente se trasladaron a Utiel o a Requena. Muchos de estos antiguos vecinos mantienen su vivienda en San Juan como segunda residencia, por lo que el estado de conservación de las casas es bueno, y la población crece durante los meses de verano.
- Datos: Q11946850
- Multimedia: San Juan (Requena) / Q11946850